# فاروق بايار
فاروق بايار (بالتركية: Faruk Bayar)‏ هو لاعب كرة قدم تركي في مركز الدفاع، ولد في 11 أكتوبر 1981 في إسكي شهر في تركيا. شارك مع منتخب تركيا تحت 21 سنة لكرة القدم ومنتخب تركيا لكرة القدم. أما مع النوادي، فقد لعب مع أوردو سبور وإسطنبول سبور وإسكيشهرسبور وسيفاسبور وغازي عنتاب سبور ومرسين إيدمانيوردو ونادي قاسم باشا.

## وصلات خارجية
- فاروق بايار على موقع اتحاد تركيا (لاعب) (الإنجليزية)
- فاروق بايار على موقع قاعدة بيانات كرة القدم.إي يو (الإنجليزية)
- فاروق بايار على موقع عالم كرة القدم.نت (الإنجليزية)